# Diócesis de Kengtung
La diócesis de Kengtung (en latín: Dioecesis Kengtunghen(sis) y en birmano: ကျိုင်းတုံ ဂိုဏ်းအုပ်သာသနာ) es una circunscripción eclesiástica latina de la Iglesia católica en Birmania, sufragánea de la arquidiócesis de Taunggyi. La diócesis es sede vacante desde el 20 de febrero de 2020.

## Territorio y organización
La diócesis tiene 45 856 km² y extiende su jurisdicción sobre los fieles católicos de rito latino residentes en parte oriental del estado Shan.
La sede de la diócesis se encuentra en la ciudad de Kengtung, en donde se halla la Catedral Corazón Inmaculado de María.
En 2019 en la diócesis existían 20 parroquias.

## Historia
La prefectura apostólica de Keng-tung fue erigida el 27 de abril de 1927 con el breve In omnes orbis del papa Pío XI, obteniendo el territorio del vicariato apostólico de Birmania Oriental (hoy diócesis de Taungngu).
El 26 de mayo de 1950 la prefectura apostólica fue elevada a vicariato apostólico con la bula Ad potioris dignitatis del papa Pío XII.
El 1 de enero de 1955 el vicariato apostólico fue elevado a diócesis con la bula Dum alterna del papa Pío XII. Originalmente, la diócesis era sufragánea de la arquidiócesis de Mandalay.
El 20 de noviembre de 1975 cedió una parte de su territorio para la erección de la prefectura apostólica de Lashio (hoy diócesis de Lashio) mediante la bula Catholicae fidei del papa Pablo VI.
El 17 de enero de 1998 pasó a formar parte de la provincia eclesiástica de la arquidiócesis de Taunggyi.

## Estadísticas
De acuerdo al Anuario Pontificio 2020 la diócesis tenía a fines de 2019 un total de 45 000 fieles bautizados.
| Año                                                                             | Población            | Población | Población      | Sacerdotes | Sacerdotes    | Sacerdotes    | Bautizados por sacerdote | Diáconos permanentes | Religiosos | Religiosos | Parroquias |
| Año                                                                             | Bautizados católicos | Total     | % de católicos | Total      | Clero secular | Clero regular | Bautizados por sacerdote | Diáconos permanentes | Varones    | Mujeres    | Parroquias |
| ------------------------------------------------------------------------------- | -------------------- | --------- | -------------- | ---------- | ------------- | ------------- | ------------------------ | -------------------- | ---------- | ---------- | ---------- |
| 1950                                                                            | 7501                 | 900 000   | 0.8            | 23         | 23            |               | 326                      |                      |            | 52         | 12         |
| 1970                                                                            | 26 168               | 1 200 000 | 2.2            | 14         | 4             | 10            | 1869                     |                      | 10         | 77         | 16         |
| 1980                                                                            | 34 500               | 579 000   | 6.0            | 12         | 9             | 3             | 2875                     |                      | 10         | 51         | 10         |
| 1988                                                                            | 37 024               | 802 000   | 4.6            | 24         | 22            | 2             | 1542                     |                      | 9          | 71         | 11         |
| 1999                                                                            | 52 105               | 961 689   | 5.4            | 31         | 31            |               | 1680                     |                      | 2          | 101        | 23         |
| 2000                                                                            | 54 326               | 971 896   | 5.6            | 32         | 32            |               | 1697                     |                      | 2          | 108        | 23         |
| 2001                                                                            | 56 849               | 984 858   | 5.8            | 29         | 29            |               | 1960                     |                      | 2          | 111        | 23         |
| 2002                                                                            | 60 669               | 999 858   | 6.1            | 23         | 23            |               | 2637                     |                      | 1          | 111        | 23         |
| 2003                                                                            | 45 018               | 1 000 500 | 4.5            | 25         | 25            |               | 1800                     |                      | 1          | 87         | 20         |
| 2006                                                                            | 58 000               | 1 028 000 | 5.6            | 30         | 30            |               | 1933                     |                      |            | 95         | 21         |
| 2013                                                                            | 62 600               | 2 283 500 | 2.7            | 33         | 33            |               | 1896                     |                      |            | 128        | 20         |
| 2016                                                                            | 55 161               | 3 422 400 | 1.6            | 36         | 36            |               | 1532                     |                      |            | 97         | 20         |
| 2019                                                                            | 45 000               | 3 512 940 | 1.3            | 41         | 36            | 5             | 1097                     |                      | 8          | 91         | 20         |
| Fuente: Catholic-Hierarchy, que a su vez toma los datos del Anuario Pontificio. |                      |           |                |            |               |               |                          |                      |            |            |            |

## Episcopologio
- Erminio Bonetta, P.I.M.E. † (21 de junio de 1927-22 de febrero de 1949 falleció)
- Ferdinando Guercilena, P.I.M.E. † (31 de mayo de 1950-19 de septiembre de 1972 renunció)
- Abraham Than (19 de septiembre de 1972-2 de octubre de 2001 renunció)
- Peter Louis Cakü † (2 de octubre de 2001-20 de febrero de 2020 falleció)
  - Sede vacante (desde 2020)